# Чеська асоціація есперанто
Чеська асоціація есперанто (ĈEA; чеськ. Český esperantský svaz) — організація чеських есперантистів, асоційована зі Всесвітньою асоціацією есперанто, з майже 1000 членами, які діяли в 2010 році в 35 клубах та декількох секціях, комітетах та робочих групах (комісія викладання, католицька секція, християнська секція, IT-секція, музейна група, робоча група з перекладу туристичних видань). Молоді есперантисти є членами з 2005 року в Чеській молодіжній організації есперанто (Ĉeĥa Esperanto-Junularo, раніше в молодіжній секції), співпрацюючи з Чеською асоціацією есперанто.

## Місце та адреса
Резиденцією асоціації є місто Світави з жовтня 2011 року.
Точна адреса: Ĉeĥa Esperanto-Asocio, náměstí Míru 1, CZ-568 02 Svitavy

## Історія
Численні організації есперанто існують у Чехії з 1901 року. У 1939 р., під німецькою окупацією, тодішня асоціація есперанто (Чехословацька спілка есперантистів hadAE) мала змінити свою назву на Чеську асоціацію есперантистів, але через кілька місяців, у 1940 р., Гестапо наказало ліквідувати цю організацію. Ця спілка, яка діяла кілька місяців, відрізнялася від нинішньої ĈEA. Після Другої світової війни союз відновив свою діяльність, але був ліквідований комуністичною владою в 1952 році, який дійшов висновку, що есперантисти взаємодіють із зарубіжними країнами безконтрольно.
Зрештою, однак було вирішено відновити організацію. Нинішня Чеська асоціація есперанто була створена 29-30 березня 1969 року під час установчого конгресу в Брно. До 1989 року союз мав понад 2500 членів, але після падіння Залізної завіси багато з них почали діяти в інших сферах.

## Діяльність Чеської асоціації есперанто

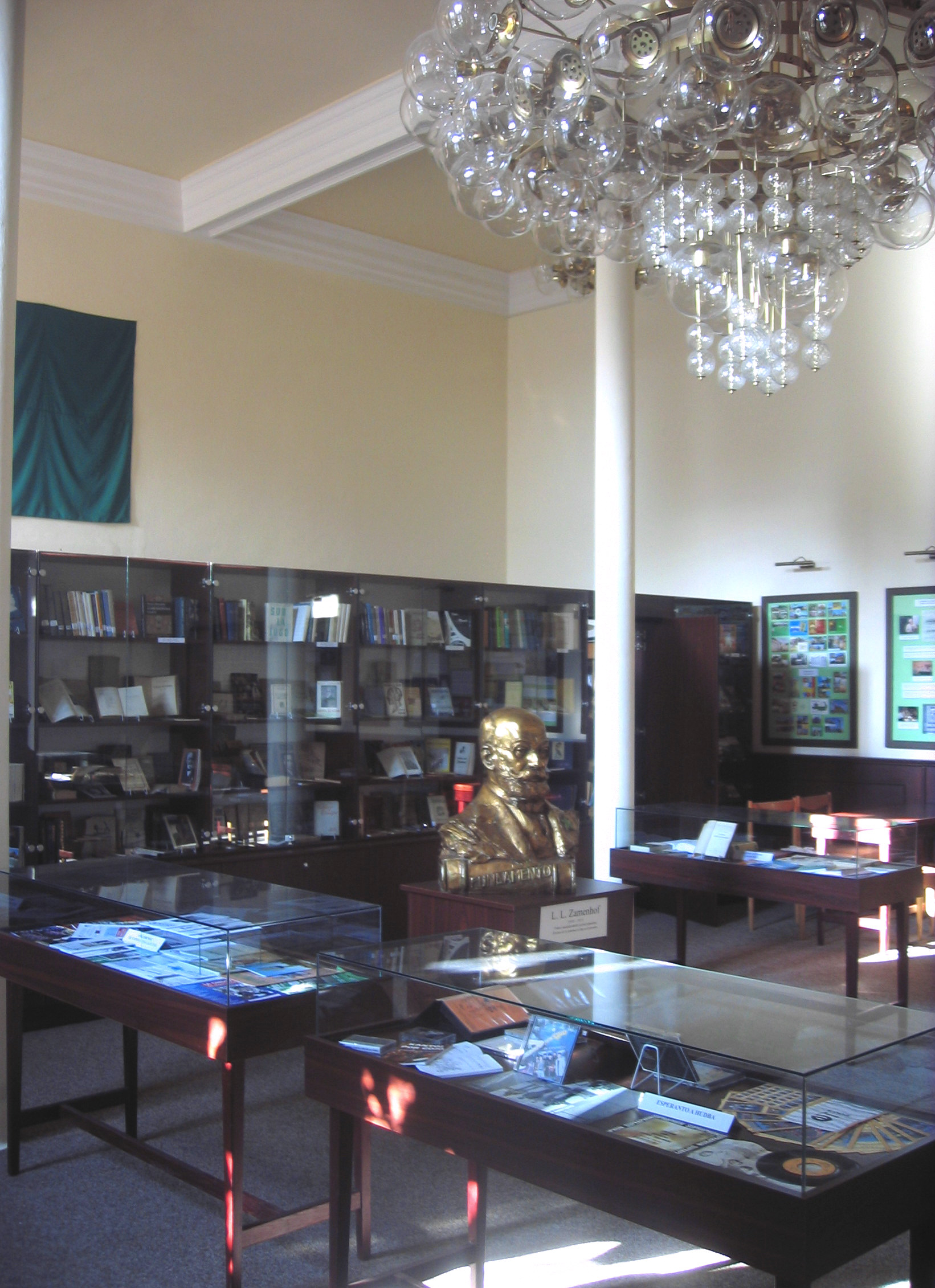
Музей есперанто в Світавах

- Інформування чеськомовних ЗМІ з питань, що стосуються есперанто та проблем міжнародної мовної комунікації, та створення бази даних на їх вебсайтах щодо вищезгаданих предмети; організація лекцій, дискусій та виставок;
- адміністрування вебсайтів www.esperanto.cz та www.muzeum.esperanto.cz чеською та есперанто (головний редактор Павла Дворжакова);
- видання щокварталу «Starto» (головний редактор Мирослав Маловець), онлайн-бюлетень ĈEA_Retkomunikoj (головний редактор Мирослав Грушка), періодичні *видання «Dio benu» (католицька секція), «Aŭroro» (сліпий розділ), бюлетень клубу есперанто в Празі та інформатор Асоціації інвалідів (AEH), асоціація якої діє поза структурами Чеської асоціації есперанто, проте її члени працюють в обох організаціях;
- організація щорічних конференцій, як правило, восени; кожні три роки замість конференції організовується конгрес Чеської асоціації есперанто, під час якого обирається нова семичленна колегія та призначаються нові почесні члени;
- організація мовних курсів для членів профспілки, літніх мовних шкіл та семінарів (серед інших у Ланчові та Скокові); в минулому табори організовувались також у Себраніце та Неквасовій;
- організація регіональних зустрічей есперанто через їхні місцеві клуби (Písek, Svitavy, Pardubice , Česká Třebová , Šumperk, Prościejów та інші),
- організація у співпраці з JEJ (чеська молодь есперанто) та E @ I міжнародного семінару «Сабла Принтемпо» (Піщана весна), основна тема якого — «Есперанто та Інтернет». Семінар проводиться щорічно у квітні у місті Пісек;
- управління музеєм есперанто у Світаві та бібліотекою Чеської асоціації есперанто; розробляє матеріали, пов'язані з історією руху есперанто в Чехії,
- реалізація конкретних проектів (комп'ютерне навчання та редагування Вікіпедії, онлайн-база даних Чеської асоціації есперанто, переклади літератури, пісень та туристичних видань тощо);
- посередництво різних проектів, таких як Libroservo (продаж книг есперанто), Pasport Servo, реєстрація членства у Всесвітній асоціації есперанто, виплати, пов'язані з участю у Всесвітньому конгресі есперанто, підписка на закордонні газети есперанто тощо;
- співпраця з іншими організаціями есперанто та неесперанто.